# زكي الدسوقي (شخصية خيالية)
زكي باشا الدسوقي هي شخصية خيالية، بطلة رواية عمارة يعقوبيان، والتي تم تمثيل الشخصية من قبل عادل إمام في الفيلم عام 2006، وعزت أبو عوف في المسلسل عام 2007 المقتتبسان من الرواية، ويمثل شخص كبير السن يعشق النساء والخمر، لديه حنين للماضي فهو بعكس كل الباشوات لا تعجبه حالة بلاده في هذه الأيام (عام 1991)، لم يكن متكبر بل كان شخصية اجتماعية لكن كان هناك دائماً صراع بينه وبين اخته دولت هانم. رغم انه مذنب لاتباعه لشهواته طيلة حياته لكنه لم يؤذي أحد، كان دائماً يؤذي نفسه وهو يعلم ان ما يقوم به هو الخطأ لكن يريد الرحمة والمغفرة من الرب.

## حياته
يعد الابن الاصغر لعبد العال باشا الدسوقي والقطب المعروف في حزب الوفد الذي تولى الوزارة أكثر من مره وكان من كبار الاثرياء قبل الثورة كان يملك واسرته ما يزيد عن خمسه الاف فدان من من أفضل الأراضي الزراعية.
تعلم زكي الدسوقي الهندسة في جامعه باريس في فرنسا وكان متوقعا له بطبيعه الحال ان يلعب دورا سياسيا بارزا في مصر على غرار والده، بسببب نفوذه/ لكن بسببب قيام الثورة تتغير الحال وتم القبض على والده وتقديمه إلى محكمه الثورة ولم تثبت عليه شيء تو تهم بالفساد السياسي لكنه ظل رهن الاعتقال، وانتزعت معظم املاكهما ليتم توزيعها من الإصلاح الزراعي على فلاحين. ولم يلبث الباشا ان مات متاثره بما جرى وتلقي تلك الواقعة ثقلها على الابن فلم يلبث الا ان يفتتح مكتبه الهندسي في عمارة يعقوبيان الذي باءت بالفشل وتحول مع الايام إلى مكان يقضي فيه وقته فقط. ان الإخفاق الذي لقيه زكي الدسوقي في حياته العملية لا يرجع فقط إلى قيام الثوره وانما إلى فتور همته وتنافسه الملذات والحق ان حياته التي امتدت على مدى 65 عام وكل احداث ايامه السعيده والمؤلمه على السواء تتمحور غالبا حول المراه

## نظرته للمرأة
بالنسبة لزكي الدسوقي فالمرأة ليست شهوه تأتي حينا وتخبو حينا، بل هي عالم كامل من الغواية التي تتجدد في صور لا نهايه لها لتنوعها بكافه تفاصيلها.

## خلافاته ومعارفه
تتلخص خلافات زكي باشا كما يلقبه الجميع في اخته دولت التي تحاول طرده من الشقة بسبب حياة الجمون فيها، التي يعيشان فيها سويًا، وتنجح في ذلك. ينتقل زكى للعيش في مكتبه بسبب طرده، وفي طريق مغامراته العاطفية يقع في غرام بثينة (هند صبرى). تشارك بثينه مع ملاك في خطة ليستطيع بمقتضاها أن ينزع ملكية الشقة، التي يتخذها زكي لنفسه مكتبًا. بثينة تبدأ بها أحداث الفيلم، وتنتهي معها مع نهاية سعيده مع زكي. في البداية تخبر أمها عن صاحب العمل الذي يغازلها، وفي النهاية تتزوج زكي الذي يكبرها بأربعين عامًا على الأقل، بعد أن تغني لهما كريستين (يسرا) - حبيبة زكي السابقة. وهناك علاقة زكي بخادمه المخلص فانوس، وبالمحامي صديقه القديم (يوسف داود) الذي يناصره وهو في الحبس بعد ان اتهمته الشرطة بالزنى بناء على بلاغ من دولت أخته.

## شخصيات مثلته
- عادل امام
- عزت أبو عوف